# Gotlands runinskrifter 59
Gotlands runinskrifter 59 är en vikingatida (1000-talet) bildsten med runinskrift av kalksten i Hablingbo kyrka, Hablingbo socken och Gotlands kommun. 
Bildristningar i form av ryttare, urnesslingor samt bemannat skepp gjordes på stenen av kalksten, 1,02 m högt, 0,96 m bred och 0,10-0,15 m tjock. Inskriptionen endast delvis bevarad. Före 1920 uppställd söder om kyrkan, 1 m från väggen, därefter i kyrkans tornkammare.

## Inskriften
Translitterering av runraden:
· hlkaiʀ · auk · frusti · a-(k) · atli · (þ)... ... · heftiʀ in...- · iþiuf... ...ku-n ·
Normalisering till runsvenska:
Hallgæiʀʀ/Hæilgæiʀʀ ok Frosti ok Atli(?) þ[æiʀ](?) ... æftiʀ ... ... ...
Översättning till nusvenska:
Hallgair och Fruste och Atle(?) de(?) ... efter ...

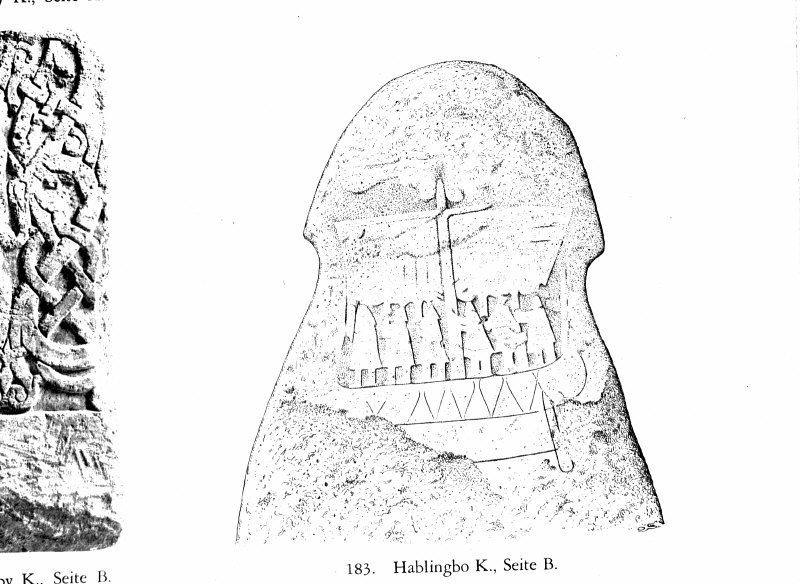
Andra sidan på stenen.

Tre män ha låtit resa stenen, sannolikt bröder efter sin far. Inga av dem tre är känt från någon annan gotländsk tuninskrift. hlkair återger snarast ett Hallgair eller möjligtvis Al(f)gair. Ett motsvarande namnet Hallgeirr är belagt på G 370, samt i isländska och norska urkunder.  Al(f)gair är belagt på U 515. Frusti eller Frosti är ett binamn: den kalle, den frostige. Detta namn finns på Sö 219 och U 259. I isländska källor förekommer Frosti uteslutande som namn på fingerade personer. Ett par isländska och norska ortnamn är bildade till binamnet frosti. Atli, Atlingr (pl. Atlingar) finns på U 761, under medeltiden var namnet vanligt i Norge. Gotländska ortnamnen Attings och Atlingbo är bildade till Atli.
Bildframställningen påminner om Tjängvidestenen. På framsidan framställs en ridande man, med ett spjut i handen. Framför honom står en kvinna, som räcker honom ett dryckeshorn. Ett föremål mellan dem sannolikt föreställer en mat eller brödkorg. Det hela kan föreställa en ankomst av avlidne sjökungen till Valhall. Hästen är åttafotade Sleipner, och kvinnan är en valkyria. Bemannat skepp med stort segel handvisar till den dödes forna sysselsättning, men har också djupare, symbolisk mening.